# Jenny Ljungberg
Jenny  Ljungberg, född 1974 i Stockholm, är en svensk hotellföretagare.
Jenny Ljungberg är dotter till Åke Ljungberg, systerdotter till Birgitta Holmström och sondotter till Tage Ljungberg. Hon studerade psykologi på Tufts University i New York i USA och har senare, 2008, tagit en magisterexamen i företagsekonomi vid Columbia Business School i New York.
Hon flyttade med familjen till New York 1987.  Efter det att hennes bror Johan Ljungberg och hon övertagit ledningen av familjeföretaget Ljungberggruppen efter fadern, delade de upp verksamheten, varvid Jenny Ljungberg tog över ansvaret för koncernens hotellverksamhet, sedermera omdöpt till c/o Hotels. Denna innefattade först hotell i Sverige, bland andra det 1997 köpta Grythyttans Gästgivaregård, Tammsviks herrgård i Bro, Krägga herrgård, det 1998 köpta Tallmogården i Sunnansjö och det 1999 köpta Häringe slott. 
Hon köpte 2008 i samband med sitt examensarbete på Columbia Business School ett hotell i en historisk byggnad från 1700-talet i the Hamptons på Long Island, numera omdöpt till c/o the Maidstone, och hotellrörelsen bedrivs enbart i USA.